# Orient (Oregon)
Orient az Amerikai Egyesült Államok északnyugati részén, Oregon állam Multnomah megyéjében elhelyezkedő statisztikai település. A 2020. évi népszámlálási adatok alapján 462 lakosa van.
A településen működött Andrew MacKinnon skót bevándorló gőzmeghajtású fafeldolgozója. MacKinnon felesége, Ivakosi Mijó volt Oregon első japán származású lakosa.

## Fordítás
- Ez a szócikk részben vagy egészben  az   Orient, Oregon című angol Wikipédia-szócikk ezen változatának fordításán alapul.  Az eredeti cikk szerkesztőit annak laptörténete sorolja fel. Ez a jelzés csupán a megfogalmazás eredetét és a szerzői jogokat jelzi, nem szolgál a cikkben szereplő információk forrásmegjelöléseként.